# 梅谷順子
梅谷 順子（うめたに じゅんこ、1956年
- ）は、日本の地方公務員。
神戸市出身。兵庫県立神戸高等学校卒（27回生）　。1979年、京都大学法学部卒業、兵庫県入庁。男女共同参画、健康づくり、芸術文化、地域安全などの分野を担当。2012年-2013年、丹波県民局長として単身赴任。2014年-2015年、環境部長。2016年、兵庫県理事として、地域創生・女性青少年施策を総括。元公益財団法人兵庫県青少年本部理事長。令和6年度兵庫県立神戸高等学校同窓会副会長。